# Lý Nhân Tông
Lý Nhân Tông (李仁宗) var Vietnams kejsare 1072 till 1127. Hans ursprungliga namn var Lý Càn Đức (李乾德). 
Han stod i början av sin regeringstid under sin mor Ỷ Lans förmynderskap. Under hans regeringsperiod försökte den kinesiska songdynastin i allians med Champa erövra Vietnam. Trots en kinesisk militär seger så slutade kriget utan någon vinnare. Han grundade universitetet som byggdes i litteraturens tempel. 